# Distrito de Ghanzi
El distrito de Ghanzi (o Ghantsi) es un área del centro y del oeste de Botsuana, limítrofe con Namibia. Tiene una superficie de 117.910 km². Su centro administrativo es Ghanzi. Su zona este está integrada por la Reserva de caza del Kalahari Central. Buena parte está ocupado por el desierto del Kalahari y por los Salares de Makgadikgadi.

## Habitantes y límites
Según el censo del 2001, su poblsción es de 33.170 habitantes, la cantidad más baja de todos los distritos.
Al oeste, limita con la región de Omaheke, en Namibia. Dentro de Botrusna, limita con los distritos de Noroeste al norte, de Central al oriente, de Kweneng al suroriente y de Kgalagadi al sur.